# Daniela Ulbing
Daniela Ulbing (Villaco, 27 febbraio 1998) è una snowboarder austriaca.

## Biografia
Nel 2014 Ulbing ha disputato i Mondiali juniores a Chiesa in Valmalenco e l'anno successivo ha iniziato a gareggiare in Coppa del Mondo.
Nel febbraio 2017 vince a Bad Gastein la sua prima gara di Coppa del Mondo nello slalom parallelo, poi ai Mondiali juniores di Klínovec giunge seconda nello slalom gigante parallelo e terza nello slalom parallelo. Nel marzo 2017 partecipa anche ai suoi primi campionati mondiali senior vincendo l'oro nello slalom parallelo dopo avere sconfitto in finale la campionessa uscente Ester Ledecká, mentre non riesce a superare i quarti di finale nello slalom gigante parallelo.
Daniela Ulbing partecipa alle Olimpiadi di Pyeongchang 2018 raggiungendo i quarti di finale nello slalom gigante parallelo, dove viene eliminata dalla futura campionessa olimpica Ester Ledecká.

## Palmarès

### Olimpiadi
- 1 medaglia:
  - 1 argento (slalom gigante parallelo a Pechino 2022)

### Mondiali
- 2 medaglie:
  - 1 oro (slalom parallelo a Sierra Nevada 2017)
  - 1 argento (slalom gigante parallelo a Bakuriani 2023)

### Mondiali juniores
- 2 medaglie:
  - 1 argento (slalom gigante parallelo a Klínovec 2017)
  - 1 bronzo (slalom parallelo a Klínovec 2017)

### Coppa del Mondo
- Miglior piazzamento nella Coppa del Mondo di parallelo: 3ª nel 2022
- Vincitrice della Coppa del Mondo di slalom parallelo nel 2017
- 13 podi:
  - 5 vittorie
  - 4 secondi posti
  - 4 terzi posti

#### Coppa del Mondo - vittorie
| Data             | Luogo           | Paese   | Disciplina |
| ---------------- | --------------- | ------- | ---------- |
| 10 gennaio 2017  | Bad Gastein     | Austria | PSL        |
| 30 gennaio 2021  | Mosca           | Austria | PSL        |
| 16 dicembre 2021 | Carezza al Lago | Italia  | PGS        |
| 11 gennaio 2022  | Bad Gastein     | Austria | PSL        |
| 10 gennaio 2023  | Bad Gastein     | Austria | PSL        |

Legenda:

PSL = Slalom parallelo

PGS = Slalom gigante parallelo